# عبد القاهر التوبلي
السيد عبد القاهر بن كاظم الموسوي التوبلي البحراني. هو رجل دين شيعي بحراني كان معاصراً لعلي البلادي صاحب أنوار البدرين، وهو محل ثناء ومدح البلادي.(1) وقد خرج من البحرين وسكن بلاد القطيف فترة، ثم خرج منها إلى مسقط، ومنها إلى لنجة التي استفر بها إلى آخر أيام حياته. وتسميته التوبلي فهي نسبة إلى قرية توبلي، والبحراني فهي نسبة إلى البحرين كما لا يخفى.

## مؤلفاته
- شرح الأسماء الحسنى.[2]

## الهوامش
- 1 - قال عنه البلادي في ترجمته له: ”السيد التقي الفاخر المعاصر“، وقال: ”كان (قدس سره) من العلماء الأخيار والنجباء الأبرار“.[1]